# Битолски революционен окръг
Битолският революционен окръг на Вътрешната македоно-одринска революционна организация е част от структурите на революционната мрежа и обхваща Битолския вилает на Османската империя. Битолският окръг е най-добре организиран, снабден и въоръжен, масово въстава по време на Илинденско-Преображенското въстание, поради което и най-сериозно пострадва при потушаването на въстанието. Постепенно се съвзема и дава сериозен отпор на гръцката и сръбската въоръжени пропаганди.
По време на Балканската война дейците на битолския окръг подпомагат настъплението на сръбските и гръцките армии срещу Османската империя. През Междусъюзническата война и Първата световна война бившите дейци на окръга подпомагат българската войска. След възстановяването на ВМРО през 1919 година революционните мрежи на окръга се възстановяват, макар територията да е поделена между Кралство Югославия и Кралство Гърция.

## 1894 – 1903

### Начални стъпки
След учредяването на ВМОРО в Солун на 23 октомври 1893 година Даме Груев започва обиколка в Битолско, където основополага революционни комитети на организацията. Последователно учреждава комитети в Прилеп, Битоля, Ресен на 27 октомври 1894 година организира Ресенски конгрес и накрая в Охрид. Към организацията се присъединяват и видните революционери Пере Тошев през октомври 1894 година и Гьорче Петров през 1896 година, които спомагат за бързото разрастване на ВМОРО. Те представляват Битолския окръг на Солунския конгрес от 1896 година, на който са определени границите на отделните революционни окръзи. Прилепският революционен район получава специален статут, с който може директно да контактува с централения комитет на ВМОРО.
През 1898 година Павел Христов създава революционен комитет в Костур, а през учебната 1899 – 1900 година Георги Попхристов организира революционен комитет в Лерин с председател Филип Георгиев. През 1899 година Даме Груев е интерниран от османската власт в Битоля, където по-активно се заема с дейността по организирането на окръга, подпомаган от Тома Николов, Георги Пешков и Аце Дорев. Засилват местния комитет и агитацията в околните села. През 1900 година в Битоля пристигат Васил Пасков, Михаил Герджиков и Славейко Арсов, които организират първото печатно издание на ВМОРО. Започва закупуването на материали, а в Костурско започва да действа харамийската чета на Коте Христов и в Леринско се устройва и първата агитаторска чета в на Марко Лерински. Фактическият ръководител на окръга Даме Груев е затворен в битолския затвор през август 1900 година, след което Анастас Лозанчев поема ръководството. През 1900 година Лазар Киселинчев и Васил Чекаларов организират таен канал за закупуване и пренасяне на оръжие от Гърция в Югозападна Македония. През 1901 година избухва Иванчовата афера в Костурско, при която много местни дейци са арестувани и голямо количество оръжие е иззето. През 1902 година Гоце Делчев осъществява обиколка в Костурско. По-късно същата година ръководителите на ВМОРО в района осуетяват опита на Анастас Янков от ВМОК да вдигне въоръжено въстание.
През 1900 година Никола Русински е изпратен от Гоце Делчев да организира Битолския революционен окръг като войвода на агитаторска чета. Развива бойната подготовка на четниците в Демирхисарско, Крушовско, Кичевско между 1900 – август 1901 година, Прилепско от август до ноември 1901 година, Охридско и Стружко от ноември 1901 до декември 1902 година, Битолското поле и Мариово до 1903 година. В четата си Русински се обучават Йордан Пиперката, Велко Марков и Гюрчин Наумов-Пляка – крушовски войводи, Ванчо Сърбаков, поречки войвода, Тасе Христов – малешевски войвода, Георги Сугарев и други. Избран е нов окръжен комитет с председател Георги Попхристов, секретар Георги Сугарев, касиер Аце Дорев, съветници: Анастас Лозанчев, Георги Пешков и Неделко Дамянов. В битолския градски околийски комитет влизат Александър Ефтимов, Кирил Лозанчев, Лука Джеров и други. Между 31 декември – 1 януари 1902 година се провежда конференция свикана от Гоце Делчев в Загоричани, на която присъстват Михаил Николов за Костур, Андрей Кожухаров за Лерин, Георги Попхристов за Битоля и Михаил Чеков, а от войводите присъсват Марко Лерински, Васил Чакаларов, Лазар Поптрайков, Пандо Кляшев, Славейко Арсов и Кузо Стефов. В навечерието на въстанието Владимир Бояджиев е назначен за директор на охридските училища и е избран за ръководител на революционния комитет.
През февруари 1902 година започва Йосифовата афера, като е разбит един от каналите за пренасяне на оръжие за Битолско, Крушовско и Прилепско, а много легални дейци на организацията са арестувани. Сериозно пострадва прилепския район, където са арестувани 96 души. Всичките арестувани са освободени едва през февруари 1903 година след сключването на Пъдарските реформи. През март 1903 година организацията понася тежък удар в Леринско като след предателство са убити войводите Евстрати Дачев, Георги Папанчев, Васил Попов, Силян Пардов и Петър Тинев, а в резултат на последвалите афери са заловени над 300 пушки.

### Граници
- Прилепски район
- Битолски район
- Ресенски район
- Охридски район
- Лерински район
- Костурски район
- Кичевско-Дебърски район
- Крушевски район
- Демирхисарски район

## Илинденско-Преображенско въстание

### Подготовка
След взетото решение за вдигане на въстание в Македония от Солунския конгрес през януари 1903 година в Смилево се насрочва конгрес на Битолския революционен окръг.

### План за действие и преорганизация на районите
Първи въстанически окръг „Пелистер“
- Пелистерски район
- Смилевски район
- Лерински район
- Костурски район
- Долнопреспански район
- Ресенски район
- Охридски район
- Демирхисарски район
- Кичевски район
- Крушевски район
- Прилепски район
- Поречки район

## Борба с чуждите пропаганди, Младотурската революция, Войни за национално обединение
При потушаването на въстанието окръгът най-силно пострадва. Същевременно в северните части на Битолско се активизират четите на сръбската пропаганда в Македония, а в Костурско и Леринско гръцката въоръжена пропаганда в Македония. Реалното ръководство поема войводата Георги Сугарев, а след смъртта му през 1906 година тройката Димко Могилчето, Трайко Краля и Иван Димов – Пашата.
На Прилепския окръжен конгрес Пере Тошев и Гьорче Петров се противопоставят на Даме Груев за политиката на водене на организацията. Отделно в окръга се обособява група на сарафистите, т.е. поддръжниците на Борис Сарафов. Избрано е ново ръководство на окръга в състав Милан Матов, Петър Нешев и Михаил Ракиджиев – легални членове и Петър Ацев, Павел Христов и Пандо Кляшев – нелегални. През 1906 и 1907 година се провеждат два битолски окръжни конгреса. През 1907 година членове на окръжния комитет са Петър Ацев, Павел Христов и Милан Матов. На 14 юли 1907 година се провежда най-голямото сражение след Илинденско-Преображенското въстание между чети на ВМОРО и редовната османска армия на връх Ножот (виж: Битка на Ножот). След преговори между Милан Матов и представители на Младотурците дейците на ВМОРО в Битолско участват в Младотурската революция и се легализират на 17 юли 1908 година в село Цапари.
Вече легализиралите се членове на ВМОРО започват участието си в легалните политически партии Съюз на българските конституционни клубове и Народна федеративна партия (българска секция). През 1910 година османските власти провеждат обезоръжителна акция сред българското население, при която са извършени много репресии. Още през 1908 година Алексо Стефанов, Георги Касапчето и Трайко Краля правят опити да възстановят активността на ВМОРО.
През Балканската война бившите революционери от ВМОРО активно подпомагат сръбското и гръцкото настъпление в окръга, след което мнозина от тях са репресирани, арестувани или убити от новите власти. През септември 1913 година бушува съвместното българско-албанско Охридско-Дебърско въстание, потушено при съвместни действия на сръбската и гръцката армии. През Междусъюзническата и Първата световна войни революционерите подпомагат или се вливат в редовете на българската армия.
- Посрещане на българските чети в Битоля по време на Младотурската революция
- Разпънатото им знаме
- Манифестация на българи и турци със същото знаме

## 1920 – 1934
- Битолски революционен окръг
  - Костурска околия
  - Битолска околия
  - Прилепска околия
  - Крушевска околия
  - Кичевска околия
  - Охридска околия
  - Стружка околия
  - Дебърска околия
  - Ресенско-Преспанска околия